# Jacques Gréber
Jacques-Henri-Auguste Gréber (10 de septiembre de 1882 - 5 de junio de 1962) fue un arquitecto francés que se especializó en la arquitectura de paisajes y en el diseño urbano. Fue un sólido defensor del estilo Beaux-Arts y un importante contribuyente al movimiento City Beautiful ("Ciudad Bonita"), especialmente en Filadelfia (Pensilvania, EE. UU.) y Ottawa (Canadá).

## Infancia y educación
Nacido en París e hijo del escultor Henri-Léon Gréber, asistió a la École des Beaux-Arts de aquella ciudad. Después de graduarse en 1909, diseñó numerosos jardines privados en los Estados Unidos, para clientes como Clarence Mackay (1910, Harbor Hill, en Roslyn, Long Island), Joseph E. Widener (1913, Lynnewood Hall, con Horace Trumbauer), y Edward T. Stotesbury (Whitemarsh Hall, en Wyndmoor, Pensilvania (1914-1916).

## Obras principales
Sus trabajos más conocidos fueron su plan maestro para la Benjamin Franklin Parkway, en Filadelfia (1917), su trabajo como arquitecto principal para la Exposición Internacional de París de 1937, y sus planes urbanos para Ottawa y la Región de la Capital Nacional, en Canadá, concebidos de 1937 a 1950 (con una interrupción debida a la II Guerra Mundial).
En Francia, colaboró en los planes urbanos de Lille, Belfort, Marsella, Abbeville, y Ruan, entre otros, en el periodo de entreguerras, pero no es tan conocido en Francia como lo es en Norteamérica.